# Richard Powell (acteur)
Pour les articles homonymes, voir Richard Powell (homonymie) et Powell.
Richard Powell est un acteur américain né à Peoria (Illinois) le 31 décembre 1896, et mort accidentellement à Los Angeles le 1er janvier 1937, lendemain de son 40e anniversaire.

## Filmographie sélective
- 1931 : Scène de la rue (Street Scene), de King Vidor : Harry Murphy
- 1934 : L'Île au trésor (Treasure Island), de Victor Fleming : un pirate
- 1935 : L'Évadée (Woman Wanted), de George B. Seitz : Lee
- 1935 : If You Could Only Cook, de William A. Seiter : Chesty
- 1935 : It's in the Air de Charles Reisner
- 1936 : Le Diable au corps (The Moon's Our Home), de William A. Seiter : Candy Butcher
- 1936 : Yours for the Asking, de Alexander Hall : Benedict
- 1936 : To Mary - with Love, de John Cromwell : agent des douanes
- 1936 : Hollywood Boulevard, de Robert Florey : Pete Moran
- 1936 : À New-York tous les deux (The Luckiest Girl in the World), de Edward Buzzell : annonceur
- 1937 : Clarence, de George Archainbaud : Dinwiddie
- 1937 : La Tornade (Another Dawn), de William Dieterle : Pvt. Henderson